# ساموئل یریتسیان
ساموئل هاکوبی یریتسیان (ارمنی: Սամվել Հակոբի Երիցյան؛  زادهٔ ۲۱ مهٔ ۱۹۵۰) شراب‌ساز اهل ارمنستان است.

## زندگی‌نامه
وی در ۲۱ مه ۱۹۵۰ در ایروان به دنیا آمد و کالج دولتی موسیقی رومانوس ملیکیان و کنسرواتوار دولتی کومیتاس ایروان فارغ‌التحصیل گشت. وی در ارکستر سمفونیک رادیوی ملی ارمنستان و hy:Վանաձորի Էդուարդ Կզարթմյանի անվան երաժշտական դպրոց می‌کرد. همچنین برندهٔ جوایزی همچون چهره هنری شایسته جمهوری ارمنستان، مدال طلای وزارت فرهنگ جمهوری ارمنستان شده‌است.